# Typ 730 CIWS
Typ 730 CIWS (anglicky Close-in weapon system) je čínský systém blízké obrany, který k ničení nepřátelských cílů používá 30mm kanón.

## Varianty

### Typ 730C
Systém blízké obrany typu 730C se skládá z jednoho 30mm šestihlavňového rotačního kanónu a šesti protiletadlových řízených střel FL-3000N. Kanón má zásobník s 1 000 náboji a jeho účinný dostřel proti letadlům činí 150 až 3 500 m a proti raketám 2 500 m. Střely FL-3000N jsou efektivní od 2 až do 8 km.

### LD-2000

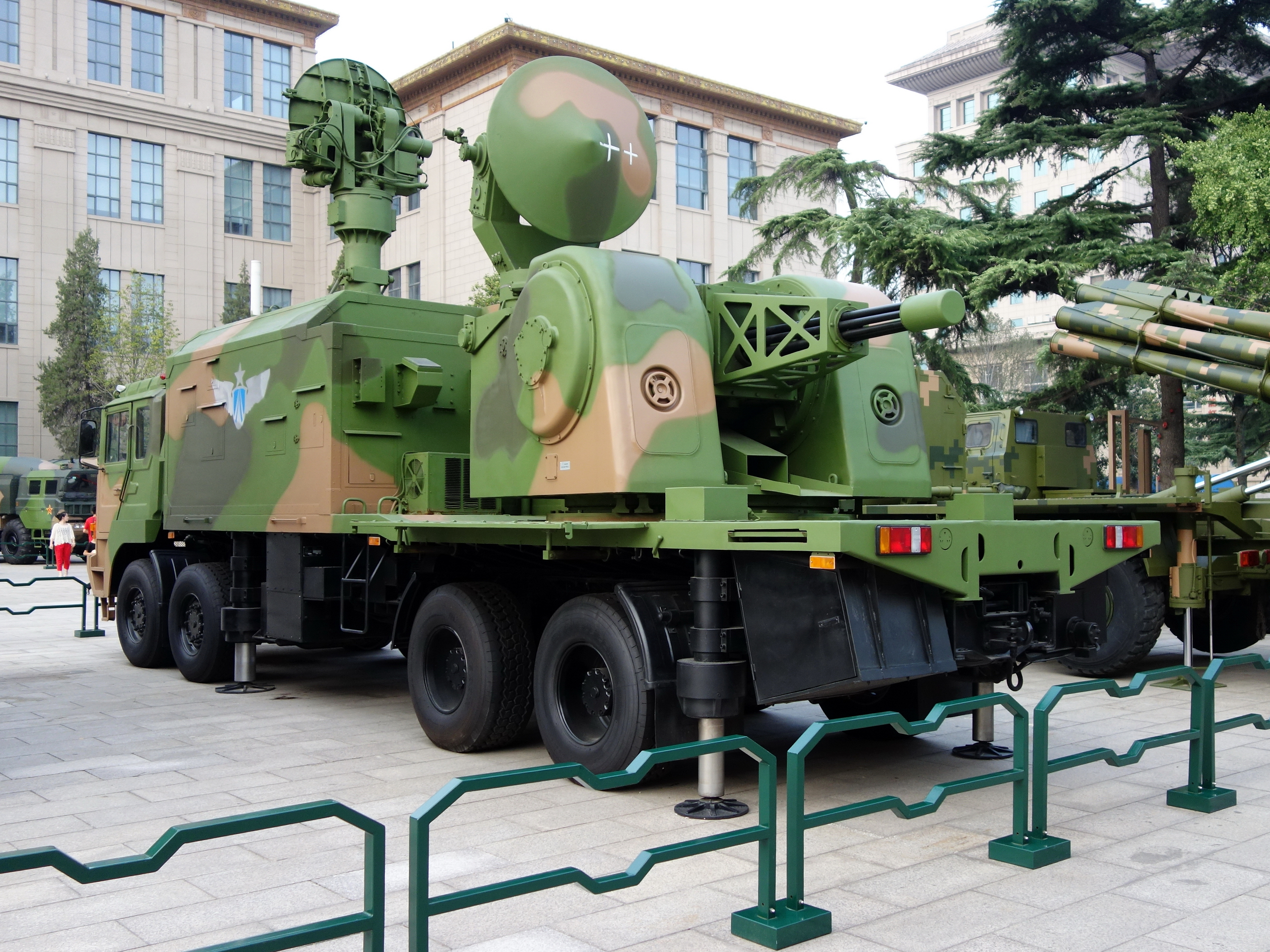
LD-2000

LD-2000 je pozemní systém blízké obrany C-RAM (anglicky Counter rocket, artillery, and mortar), který je založen na námořním systému typu 730. Systém slouží v Čínské lidové osvobozenecké armádě od roku 2011.

### Typ 1130
Další vývoj typu 730 vyústil v typ 1130, který je považován Čínou za třetí generaci systémů blízké obrany. Systém je vyzbrojen 30mm kanónem s jedenácti hlavněmi. Podle Číny je zbraň schopna zneškodnit nepřátelské protilodní střely s rychlostí menší než Mach 4 s 96% úspěšností.

## Uživatelé
- Čína
- Indonésie
- Pákistán